# Пашково (Єврейська автономна область)
Пашково (рос. Пашково) — село у Облученському районі Єврейської автономної області Російської Федерації.
Входить до складу муніципального утворення Пашковське сільське поселення. Населення становить 668 осіб (2010).
Згадується, як місце переправи через Амур у Маньчжурію. У пригодницькому романі Івана Багряного "Тигролови".

## Історія
Згідно із законом від 26 листопада 2003 року органом місцевого самоврядування є Пашковське сільське поселення.

## Населення
| 2002 | 2010 |
| ---- | ---- |
| 882  | ↘668 |